# St. Michael (Düsseldorf-Lierenfeld)

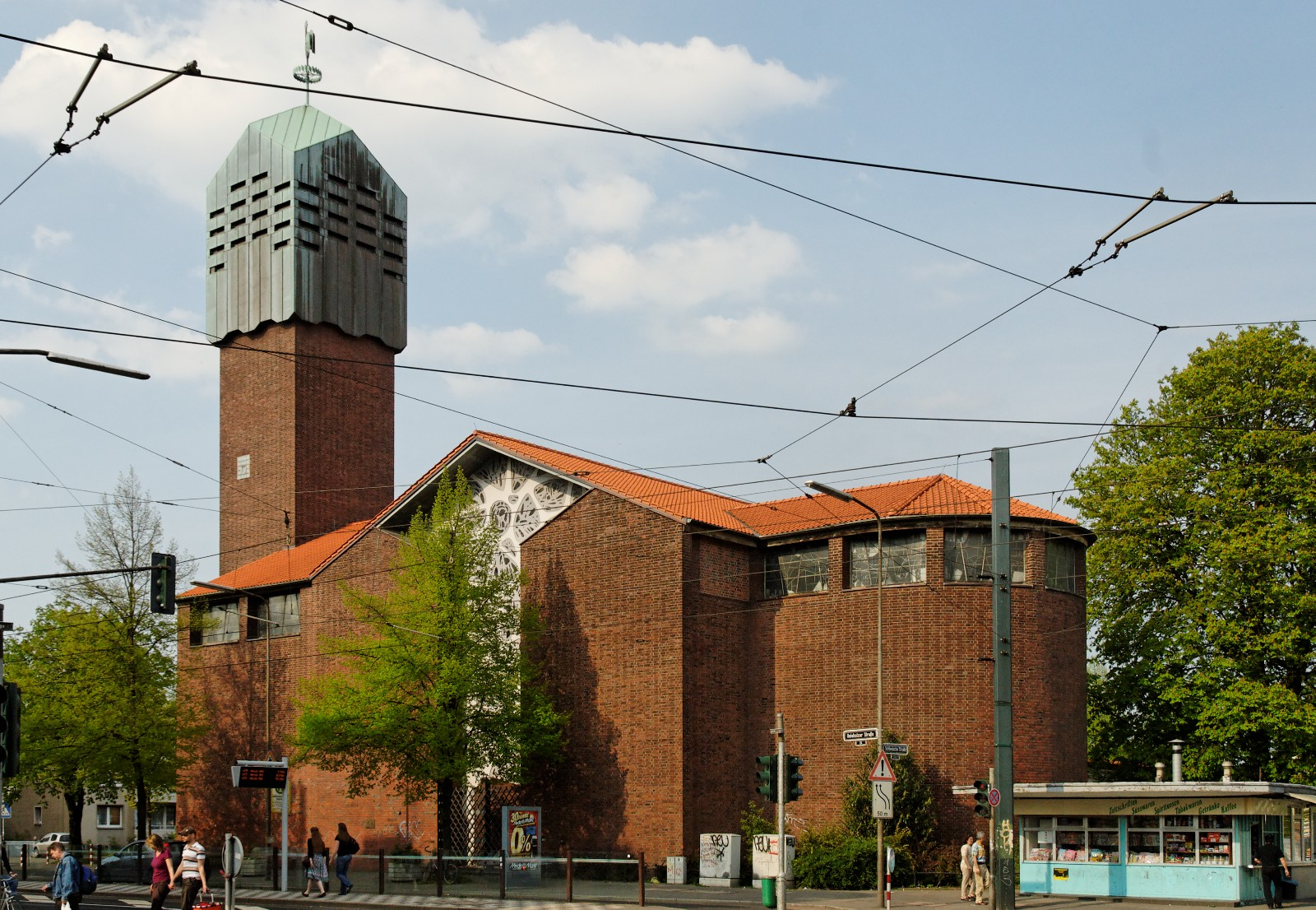
St. Michael 2009

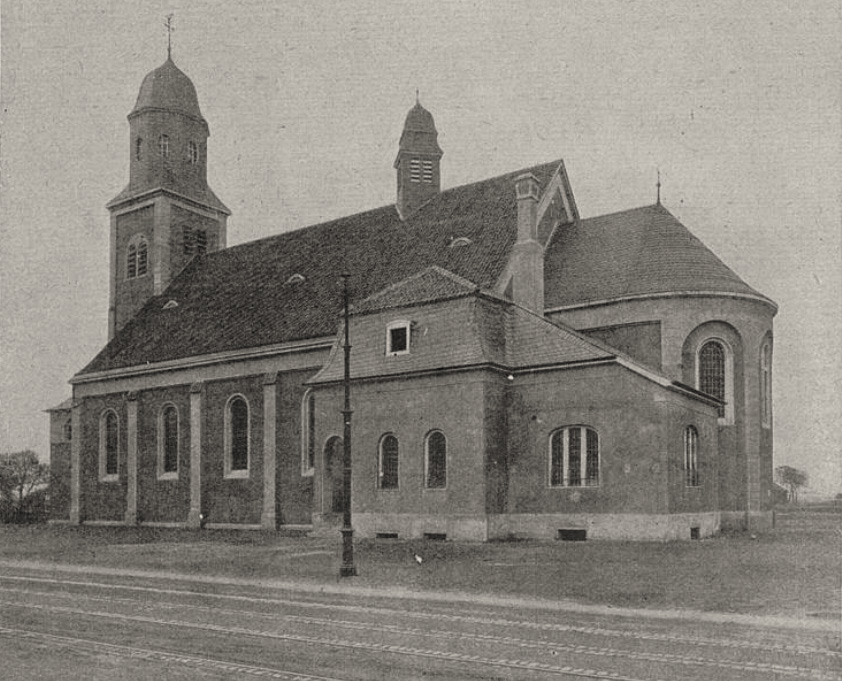
St. Michaelskirche in Düsseldorf-Lierenfeld. Einweihung am 29. September 1912

Die katholische Pfarrkirche St. Michael im Düsseldorfer Stadtteil Lierenfeld wurde Anfang des 20. Jahrhunderts errichtet und Mitte des 20. Jahrhunderts erheblich erweitert, um schließlich 2007 auf die ursprünglichen Ausmaße zurückgeführt zu werden.
St. Michael wurde in den Jahren 1911 bis 1912 durch den Architekten P. Milles in neubarocker Backsteinarchitektur errichtet. Durch das benachbarte Mannesmann-Stahlwerk, heute eine Großraum-Diskothek (siehe Stahlwerk (Düsseldorf)), wuchs die Gemeinde auf weit mehr als 10.000 Mitglieder. Nach der starken Beschädigung im Zweiten Weltkrieg wurde die Kirche 1956 nach Plänen des Architekten Kurt Schweflinghaus erweitert und durch Entfernung aller neobarocken Bau- und Gestaltungselemente gänzlich umgestaltet. Der Turm verlor seine barocke Haube und wurde um einige Meter erhöht.
Nachdem das Stahlwerk geschlossen wurde, schrumpfte die Gemeinde erheblich. Eine umfassende Gebäudesanierung war 2000 erforderlich. Das überdimensionierte Gebäude stand zum Abriss zur Diskussion. Die Erzdiözese Köln wollte allerdings die Kirche erhalten. Man entschied sich für einen Rückbau. Dieser geschah in den Jahren 2004 bis 2007 durch Abriss des Langhauses, bei dem zwei Drittel der Bausubstanz der Kirche geopfert wurden. Ein Teil der alten Außenwand ist nunmehr als Umfriedung des atriumartigen Eingangshofes erhalten geblieben.
Seit dem Jahr 2000 gehört die Pfarrei St. Michael zusammen mit den beiden Pfarrgemeinden St. Gertrud und St. Augustinus in Eller zur Pfarreiengemeinschaft Eller-Lierenfeld.

## Orgel

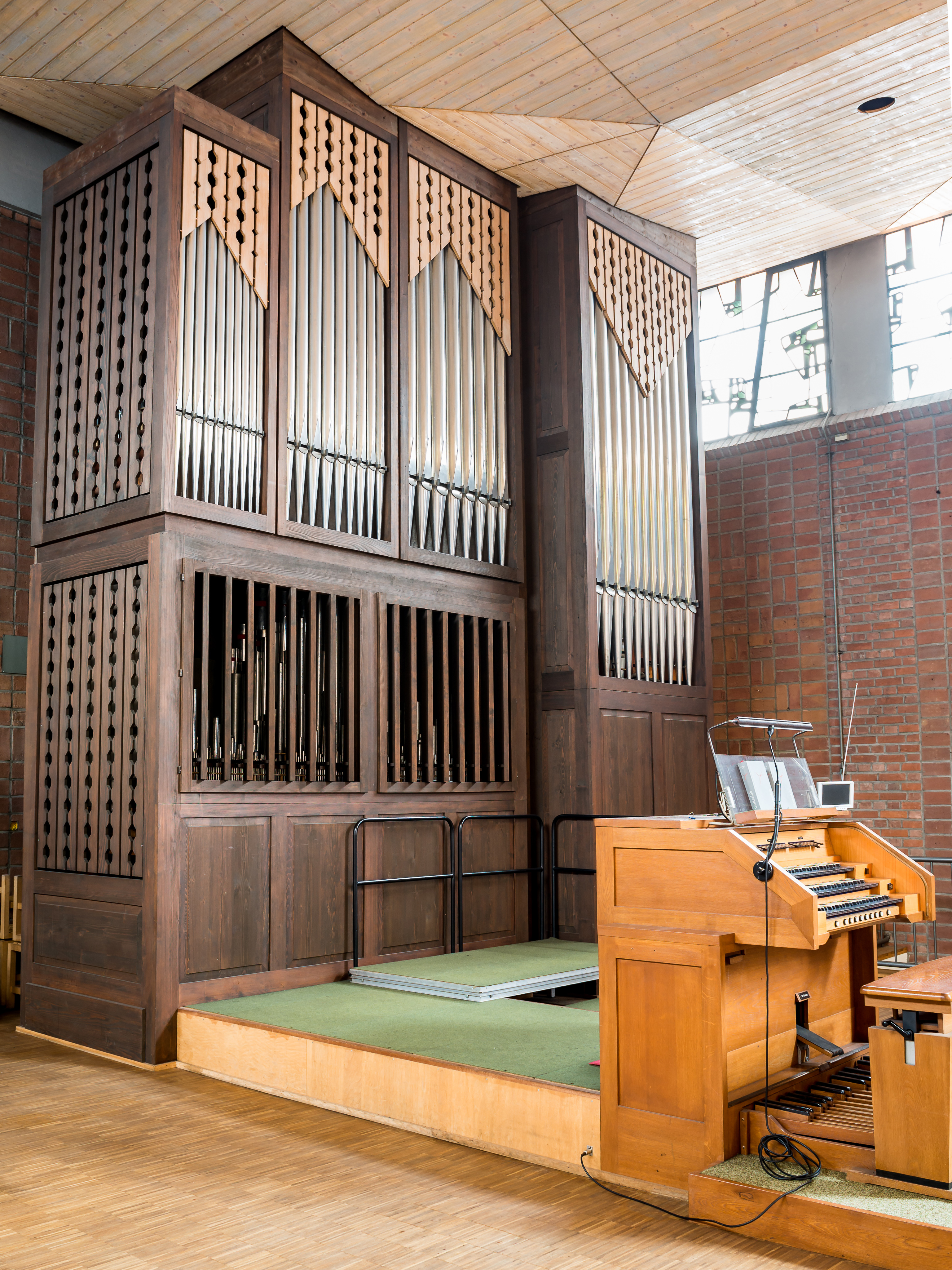
Weimbs Orgel in St. Michael (Düsseldorf-Lierenfeld)

Die Orgel wurde von Weimbs Orgelbau 1980 als Opus 148 neu errichtet. Sie hat 25 Register auf drei Manualen, wobei das erste Manual ein Koppelmanual ist. Die Disposition lautet:
| II Hauptwerk C–g3 |               |       |
| 1.                | Gedacktpommer | 16′   |
| 2.                | Prinzipal     | 8′    |
| 3.                | Holzgedeckt   | 8′    |
| 4.                | Oktave        | 4′    |
| 5.                | Spitzflöte    | 4′    |
| 6.                | Nasard        | 2 ⁄3′ |
| 7.                | Oktave        | 2′    |
| 8.                | Mixtur V      | 2′    |
| 9.                | Trompete      | 8′    |
|                   | Tremblant     |       |

| III Schwellwerk C–g3 |                  |       |
| 10.                  | Salicet          | 8′    |
| 11.                  | Rohrflöte        | 8′    |
| 12.                  | Prinzipal        | 4′    |
| 13.                  | Metallgedeckt    | 4′    |
| 14.                  | Waldflöte        | 2′    |
| 15.                  | Spitzquinte      | 1 ⁄3′ |
| 16.                  | Sesquialter      | 2 ⁄3′ |
| 17.                  | Scharf IV        | 1′    |
| 18.                  | Franz. Krummhorn | 8′    |
|                      | Tremblant        |       |

| Pedal C–f1 |             |     |
| 19.        | Prinzipal   | 16′ |
| 20.        | Subbass     | 16′ |
| 21.        | Oktave      | 8′  |
| 22.        | Bourdun     | 8′  |
| 23.        | Choralflöte | 4′  |
| 24.        | Superoktave | 2′  |
| 25.        | Posaune     | 16′ |

- Koppeln: II/P, III/P, III/II